# Ивичест микрокант
Ивичестите микроканти (Microcanthus strigatus) са вид актиноптери от семейство Кифозови (Kyphosidae).
Те са незастрашен вид.
Таксонът е описан за пръв път от Жорж Кювие през 1831 година.